# Jean Rudhardt
Jean Rudhardt (* 14. Januar 1922 in Genf; † 29. Juni 2003) war ein Schweizer Religionshistoriker, Gräzist und Papyrologe.
Nach dem Besuch des Collège Calvin studierte Rudhardt, geprägt von dem Genfer Gräzisten und Papyrologen Victor Martin (1886–1964), an der Universität Genf. Selbst von der Tuberkulose betroffen, war er von 1953 bis 1960 Direktor des Sanatorium Universitaire Suisse in Leysin. Nach einer Lehrtätigkeit in Griechischer Philologie, Papyrologie und Religionsgeschichte war er schließlich von 1965 bis 1987 Inhaber des Lehrstuhls für Religionsgeschichte an der Universität Genf, der der Faculté des Lettres zugeordnet ist, und blieb anschließend der Universität als professeur honoraire verbunden. Sein Nachfolger auf dem Lehrstuhl war Philippe Borgeaud (* 1946); seit 2014 ist dieser mit Dominique Jaillard (* 1961) besetzt.
Rudhardt arbeitete hauptsächlich zur griechischen Religion und Mythologie. Maßgeblich auf ihrem Feld ist immer noch die erneut aufgelegte Monographie zu den Grundbegriffen der griechischen Religion und den grundlegenden Kulthandlungen im klassischen Griechenland. Eine weitere seiner Monographien ist der Themis und den Horen gewidmet, die er als Göttinnen der Gerechtigkeit und des Friedens interpretierte. Ein Hauptgebiet, auf dem Rudhardt maßgebliche Arbeiten veröffentlichte, war das Phänomen der Orphik. Auf papyrologischem Feld gab er unter anderem mit André Hurst und Olivier Reverdin die Vision des Dorotheos, mit André Hurst den Codex der Visionen heraus. Unvollendet blieben ein Versuch über die griechische Religion und Untersuchungen zu den Orphischen Hymnen. Methodisch ging Rudhardt von der Sprache und dem Denken aus, wie sie sich in den Texten manifestierten.

## Schriften (Auswahl)
Monographien
- Notions fondamentales de la pensée religieuse et actes constitutifs du culte dans la Grèce classique. Étude préliminaire pour aider à la compréhension de la piété athénienne au IVme siècle. Droz, Genève 1958, (Thèse de doctorat; Neuauflage. Picard, Paris 1992, ISBN 2-7084-0418-0).
- Le thème de l’eau primordiale dans la mythologie grecque (= Schweizerische Geisteswissenschaftliche Gesellschaft. Schriften. 12, ZDB-ID 1472639-7). Francke, Bern 1971.
- Du mythe, de la religion grecque et de la compréhension d’autrui (= Revue Européenne des sciences sociales. Cahiers Vilfredo Pareto. Band 19, Nr. 58, ISSN 0048-8046). Droz, Genève 1981, JSTOR:i40016188.
- Thémis et les Hôrai. Recherche sur les divinités grecques de la justice et de la paix (= Faculté des Lettres de l’Université de Genève. Recherches et Rencontres. 14). Droz, Genève 1999, ISBN 2-600-00354-1.
- Opera inedita. Essai sur la religion grecque & Recherches sur les Hymnes orphiques (= Kernos. Supplément. 19). Édités par Philippe Borgeaud & Vinciane Pirenne-Delforge. Centre International d’Etude de la Religion Grecque Antique, Liège 2008, ISBN 978-2-9600717-2-6 (enthält ein Schriftenverzeichnis von Ph. Matthey; Rezension durch Alain Blanc: Revue des Études Grecques. Band 123, Nr. 1, 2010, S. 477–479, (online)).

Herausgeberschaften
- mit André Hurst, Olivier Reverdin (Hrsg.): Papyrus Bodmer XXIX. Vision de Dorothéos. Edité avec une introduction, une traduction et des notes. Fondation Martin Bodmer, Cologny-Genève 1984, ISBN 3-85682-021-3.
- mit André Hurst (Hrsg.): Papyri Bodmer XXX–XXXVII. Codex des Visions. Poèmes divers. Édités avec une introduction générale, des traductions et des notes. Saur, München 1999, ISBN 3-598-22554-7.

Artikel
- Les mythes grecs relatifs à l’instauration du sacrifice: les rôles corrélatifs de Prométhée et de son fils Deucalion. In: Museum Helveticum. Band 27, Nr. 1, 1970, S. 1–15, JSTOR:24814099.
- Trois problèmes de géométrie, conservés par un papyrus genevois. In: Museum Helveticum. Band 35, Nr. 4, 1978, S. 233–240, JSTOR:24814602.
- Considérations sur la notion de sebas. In: Homère chez Calvin. Mélanges Olivier Reverdin (= Hellas et Roma. 10). Droz, Genève 2000, ISBN 2-600-00473-4, S. 421–434.
- Quelques remarques sur la notion d’aidôs. In: Édouard Delruelle, Vinciane Pirenne-Delforge (Hrsg.): Κῆποι. De la religion à la philosophie. Mélanges offerts à André Motte (= Kernos. Supplément. 11). Centre International d’Etude de la Religion Grecque Antique, Liège 2001, S. 1–21.
- Les deux mères de Dionysos, Perséphone et Sémélé, dans les Hymnes Orphiques. In: Revue de l’histoire des religions. Band 219, Nr. 4, 2002, S. 483–501, doi:10.3406/rhr.2002.955.